# ماریسا تنچرون
ماریسا تنچرون (انگلیسی: Maurissa Tancharoen؛ زادهٔ ۲۸ نوامبر ۱۹۷۵) یک هنرپیشه، نویسنده، خواننده و تهیه‌کننده اهل ایالات متحده آمریکا است. وی از سال ۱۹۸۸ میلادی تاکنون مشغول فعالیت بوده است.
از فیلم‌ها یا مجموعه‌های تلویزیونی که وی در آن‌ها نقش داشته است می‌توان به مون‌واکر (۱۹۸۸) و پادشاه تپه (۲۰۰۵) اشاره نمود.